# Fremdenpass

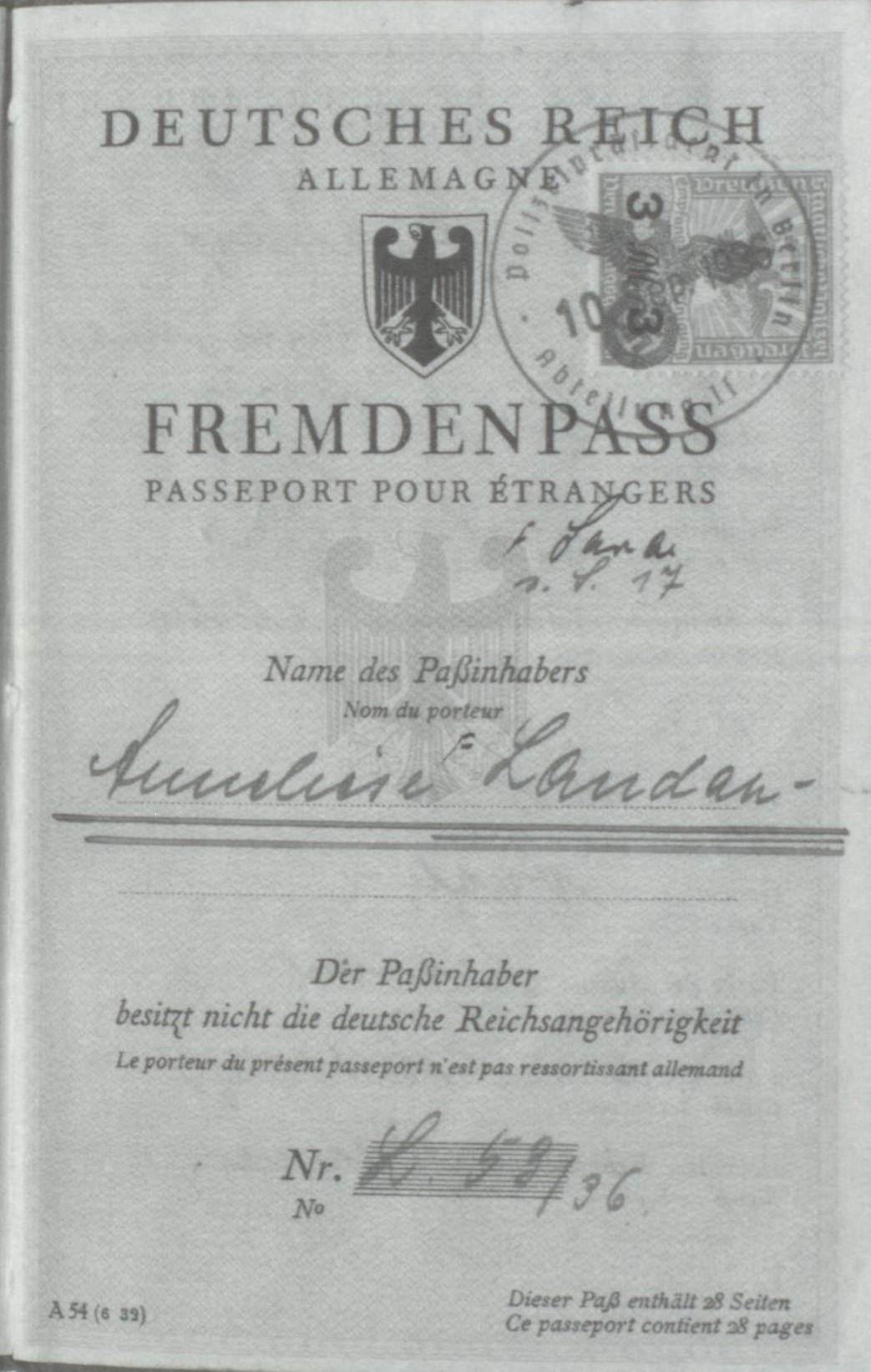
Fremdenpass von Anneliese Landau. Der Vornamenszusatz Sara diente der Diskriminierung der Juden im Deutschen Reich. (1936)

Ein Fremdenpass ist ein Reisedokument für Angehörige fremder Staaten, Personen mit ungeklärter Staatsangehörigkeit oder für Staatenlose.
In Österreich werden Fremdenpässe in der Regel nur im öffentlichen Interesse ausgestellt. Allerdings wurde 2009 die Praxis aus völkerrechtlichen Gründen für Staatenlose und Personen mit ungeklärter Staatsbürgerschaft, teilweise auch für subsidiär Schutzberechtigte, liberalisiert.
Der deutsche Reiseausweis für Staatenlose wird nach restriktiveren Richtlinien vergeben.